# Gauting
Gauting est une commune de Bavière (Allemagne), située dans l'arrondissement de Starnberg, dans le district de Haute-Bavière, et arrosée par la Würm.

## Quartiers
Gauting est composé de onze quartiers (Ortsteile) : Gauting, Buchendorf, Grubmühl, Hausen, Königswiesen, Mitterwies, Oberbrunn, Oberwies, Reismühl, Stockdorf et Unterbrunn.

## Histoire
Sous l'Empire romain, Gauting désignait le pont de la voie romaine reliant Partenkirchen au Nord, franchissant la Würm, et l'avant-poste qui contrôlait ce pont. Son identification avec l'étape romaine de Bratananium, sur la voie romaine entre Salzbourg et Augsbourg a été récemment contestée,,. La colonisation romaine est bien attestée archéologiquement. La découverte la plus spectaculaire, remontant à 1930, est un entrepôt de jarres romaines, comportant 40 vases intacts et 200 vases brisés. On a mis au jour ensuite des thermes, des ateliers, et maisons et un cimetière avec quantités d'artefacts.
Après l'évacuation des Romains au Ve siècle, et la recolonisation du pays par les Bavarii, la première mention certaine de l'actuelle Gauting date du VIIIe siècle. Un vestige significatif de cette période est un cimetière comportant plusieurs centaines de tombes. Le toponyme, qu'on peut traduire approximativement par « chez Godon et sa tribu », prend des formes variables jusqu'au XVIIIe siècle, bien que la graphie actuelle se trouve déjà au Moyen Âge : Goutingen (753), Cotingas (776), Goddinga (778), Cuittinga (800), Cotingas (809), Cotingun (822), Gotinga (856), Gotzingun (948), Kotingun (957), Gutingen (1048), Cotzingen (1098), Gutingin (1150), Gutingen (1130), Guttingen (1164), Gautingen (1296), Gauttingen (1342), Gauting (1312, 1368 et 1372), Gautting (1409 et 1465 selon Wolfgang Krämer). À l'époque des Bavarii, le hameau ne comptait sans doute guère plus de 30 à 40 habitants.

## Jumelages
Gauting est jumelée avec :
- Clermont-l'Hérault (France)
- Patchway (Royaume-Uni)

## Personnalités
- Hugo Junkers (1859-1935), ingénieur, pionnier de la construction aéronautique, mort à Gauting.
- Paul Hey (1867-1952), peintre allemand, mort à Gauting
- Leo Putz (1869-1940), peintre, a vécu à Gauting.
- Minna Beckmann-Tube (1881-1964), peintre et chanteuse d'opéra, morte à Gauting.
- Erich Schilling (1885-1945), dessinateur et caricaturiste, a vécu et est mort à Gauting.
- Michael Schmaus (1897-1993), théologien catholique, mort à Gauting.
- Ernst Krebs (1906-1970), kayakiste, mort à Gauting.
- Hans Heinrich Palitzsch (1912-2005), peintre, mort à Gauting.